# Bozakites concolor
Bozakites concolor är en stekelart som först beskrevs av Gyöö Viktor Szépligeti 1908.  Bozakites concolor ingår i släktet Bozakites och familjen brokparasitsteklar. Inga underarter finns listade.